# The Return of the Third Tower
The Return of the Third Tower es el tercer álbum de estudio de The Howling Hex. Fue lanzado en 2004 por Drag City en formato LP.

## Lista de canciones[4]
Todas las canciones fueron escritas por The Howling Hex, excepto donde se marca.

### Lado uno
1. "Acoustic Copy"
2. "Aim at the Crosshairs"
3. "Deception=Pride"
4. "Laughter Returns to the Morning Show"
5. "Polesitting Immigrant Boys"
6. "Speak Up, I'm Listening"
7. "Rocklyn Fortunes"
8. "The Gospel Bird"
9. "Difference-to-Thirty"
10. "Lousy Yellow Mutt"
11. "What You See Is What You Deserve"

### Lado dos
1. "Wrong Ace"
2. "De Colores" (Trad. Arr. Howling Hex)
3. "Doing Fine"
4. "Pretty"
5. "Imaginary Saints"
6. "Juniper Tree"